# Jean-Baptiste Henri Durand-Brager
Jean-Baptiste Henri Durand-Brager (Dol-de-Bretagne, 21 maggio 1814 – Parigi, 25 aprile 1879) è stato un pittore, incisore e fotografo francese di marine e di paesaggi.

## Biografia
Durand-Brager nacque in un paese della Bretagna affacciato sul mare. Entrato in Marina, e divenuto Ufficiale, raggiunse il grado di Capitano. Da giovane viaggiò molto, in Europa, in Algeria e lungo le coste atlantiche dell'Africa.
Appassionatosi alla pittura, entrò finalmente negli atelier dei pittori Eugène Isabey e Théodore Gudin dove apprese il mestiere dell'arte, e contemporaneamente si esercitò nella neonata arte della fotografia. Ma nel 1840, eccolo di nuovo salpare con la spedizione incaricata di riportare in Francia dall'isola di Sant'Elena le ceneri di Napoleone I.

Rientrato in patria, dipinse numerosi quadri di battaglie navali ("Combat de la frégate Niemen contre les frégates Aréthusa et Amethyst", 1843), delle quali alcune gli furono commissionate dal governo francese: ("Bombardement de Mogador", "Prise de l'île de Mogador", "Combat naval devant la côte marocaine", 1845).
Nel 1842 giunse con la flotta a Montevideo e colse l'occasione per effettuare alcune esplorazioni dell'Uruguay e del Brasile. Seguirono altre crociere a Tangeri, a Mogador e nel Madagascar, dalle quali riportò disegni, quadri e fotografie dei luoghi visitati.
Durante la guerra di Crimea (1853-1855), assistette all'assedio di Sebastopoli (1854-1855). In questa occasione fu anche fotografo ufficiale, anzi, uno dei quindici fotografi presenti in quel conflitto. Partecipò quindi ad una spedizione nel Mar Nero e, alla fine del conflitto, dipinse una "Battaglia di Sinopoli" su richiesta dello Zar di Russia.

Se le battaglie navali ("Bombardement de Shimonoseki", 1869) e le marine costituiscono pur sempre una parte importante della sua produzione artistica, Durand-Brager realizzò anche dei quadri di paesaggi orientali, come "Le port de Trébizonde" e "Bateaux sur le Bosphore".
A fianco della sua attività di pittore, egli si cimentò anche nell'incisione e nell'illustrazione di libri e periodici. Ebbe come allievi i pittori Charles Euphrasie Kuwasseg e Edouard Adam. Nel 1863 illustrò l'opera di Arthur Mangin "Viaggi e scoperte del XIX secolo".
Jean-Baptiste Henri Durand-Brager morì a Parigi a 64 anni, e fu sempre considerato un maestro della pittura delle marine. Molte sue opere sono presenti nelle Gallerie di Versailles.

## Opere

### Illustrazioni
- Illustrazoni del testo: Arthur Mangin, "Voyages et découvertes outre-mer au XIXe siècle", ediz. Ad Mame et Cie, Tours, 1863.

## Galleria d'immagini

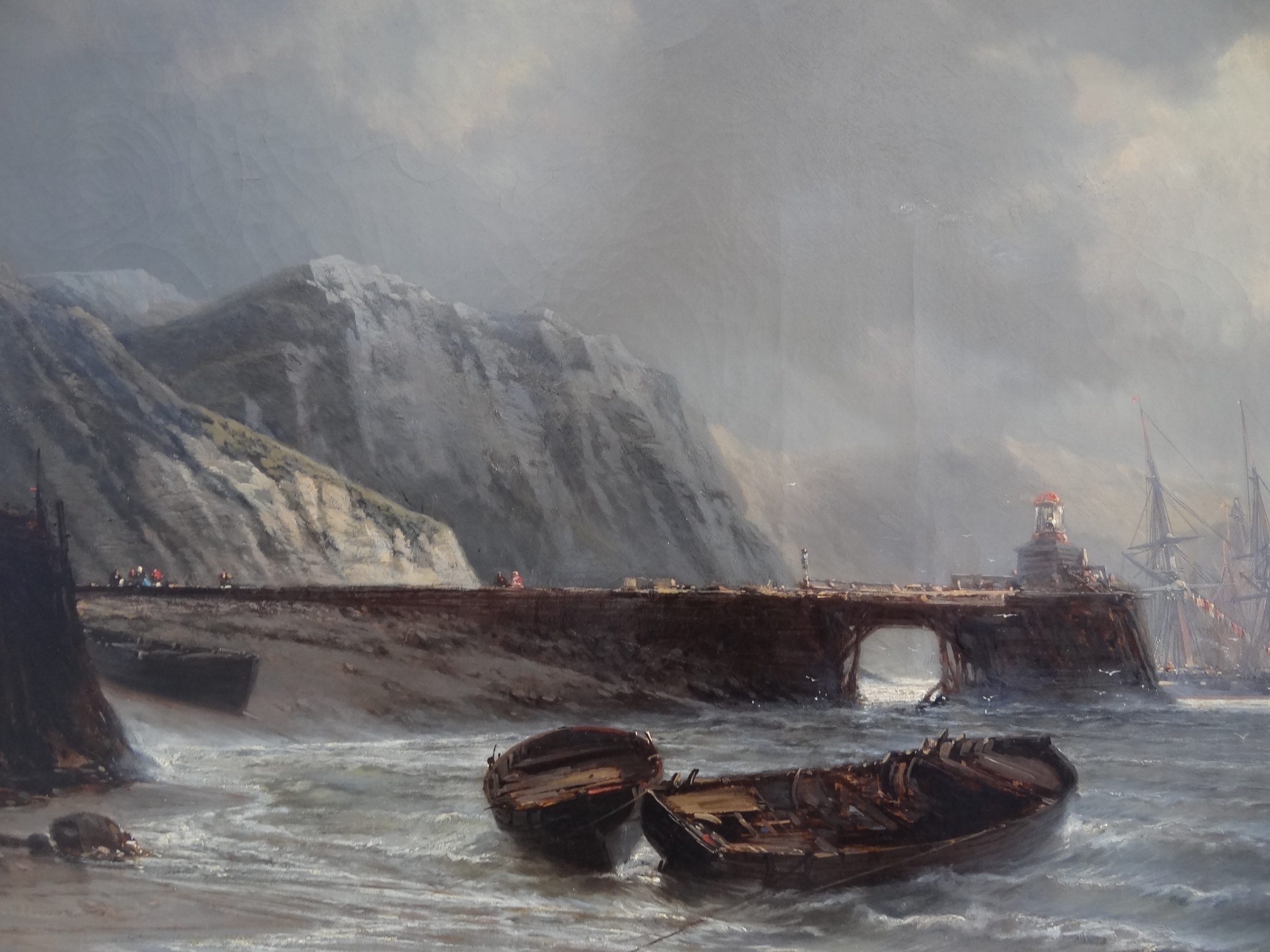
Marina, 1860
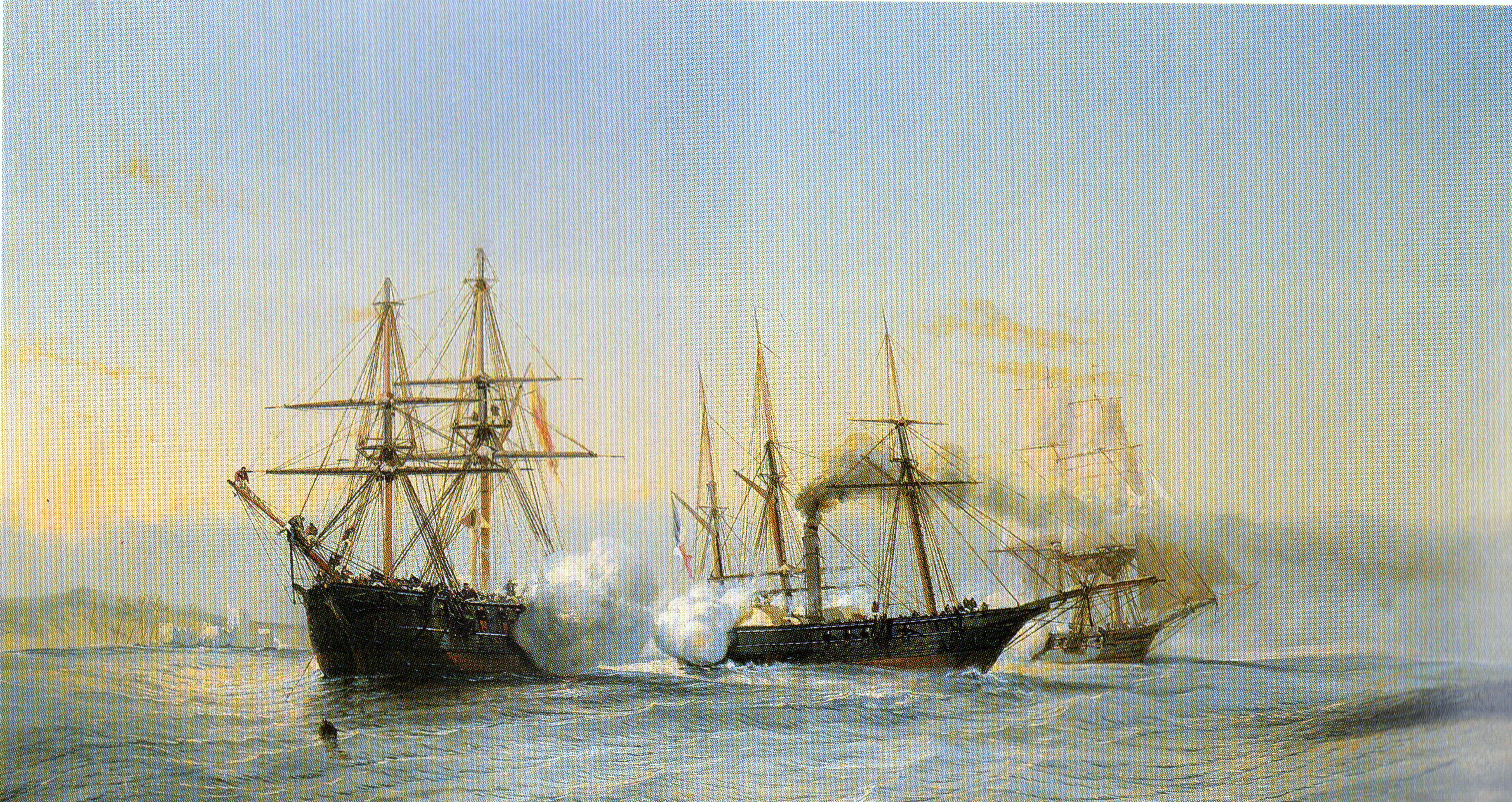
Combattimento navale davanti alla costa marocchina
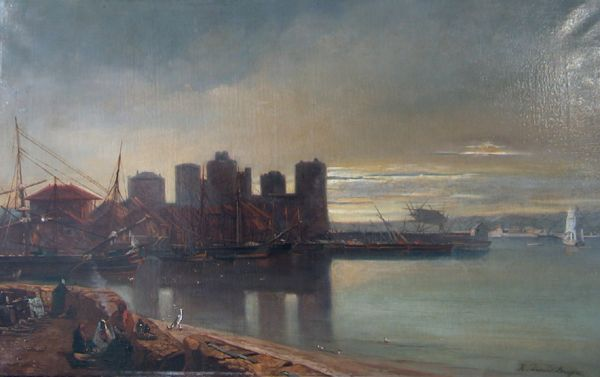
Il porto di Trebisonda
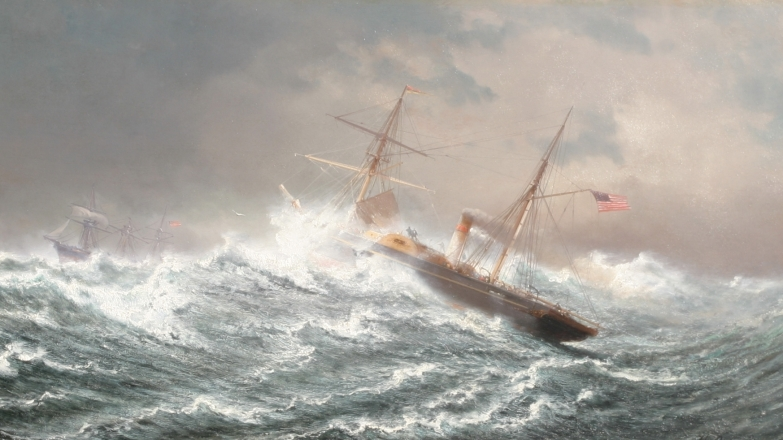
La nave americana De Ruyter alla riscossa
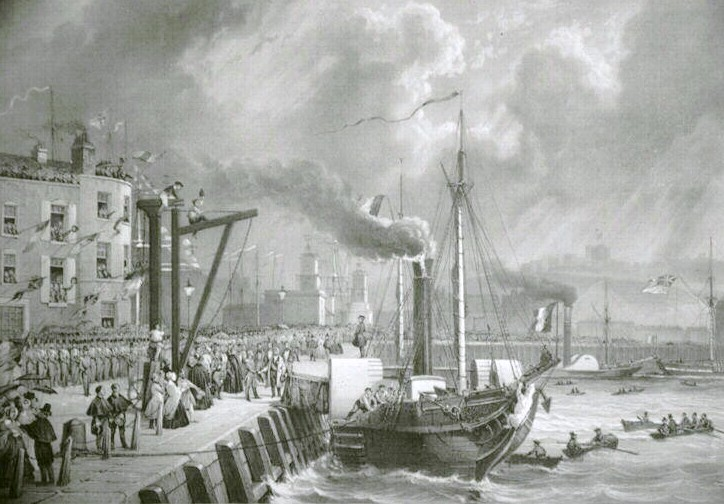
Imbarco a Douvres